# Solarstone
Solarstone (o Solar Stone) è il tastierista, artista trance e produttore Richard Mowatt.
Formatosi a Birmingham nel 1997, il gruppo originale includeva anche i DJ di alcune ex-radio pirata Andy Bury e Sam Tierney. Il trio inizialmente si chiamava "The Space Kittens". Nel 1997 Sam Tierney lasciò il gruppo. Nel 2006 aumentarono le differenze di gusti musicali e direzione con il risultato che Andy Bury lasciò il gruppo.
Benché è meglio conosciuto per la produzione di melodic trance e Balearic house, le produzioni di Solarstone imbracciano anche la progressive house e la chill-out music

## Curiosità
- Seven Cities è largamente accreditato molto popolarmente come il genere Ibiza trance.
- "Jump the Next Train", pubblicato con l'alias di Young Parisians, è comparso nell'album Creamfields di Paul Oakenfold.
- Alcune canzoni sono state registrate al fianco di Scott Bond, incluse "Angel Naked" e "3rd Earth".
- Rich Mowatt da giovane ha frequentato la stessa scuola di Jamelia, la Kingshurst CTC.

## Discografia

### Album
- 2006 - AnthologyOne (greatest hits)
- 2008 - Rain Stars Eternal
- 2010 - Touchstone
- 2012 - Pure
- 2017 - .----
- 2018 - ..---

### Singoli
- 1997 - The Calling
- 1998 - The Impressions (EP)
- 1999 - Seven Cities
- 2001 - Speak in Sympathy (feat. Elizabeth Fields)
- 2002 - Release / Destination (vs. Sirocco)
- 2003 - Solarcoaster
- 2003 - 3rd Earth (with Scott Bond)
- 2003 - Naked Angel (with Scott Bond)
- 2004 - Red Line Highway (with Scott Bond)
- 2005 - Eastern Sea
- 2006 - Like a Waterfall (feat. Jes Brieden)
- 2006 - 4Ever
- 2007 - Late Summer Fields (with Alucard)
- 2008 - Slowmotion (with Orkidea)
- 2008 - Rain Stars Eternal
- 2008 - Spectrum
- 2009 - Lunar Rings (feat. Essence)
- 2009 - Part of Me (feat. Elizabeth Fields)
- 2009 - Late Summer Fields (with Alucard)
- 2010 - Slowmotion (with Orkidea)
- 2010 - Touchstone
- 2010 - Electric Love (feat. Bill McGruddy)
- 2011 - Is There Anyone Out There (feat. Bill McGruddy)
- 2011 - Big Wheel
- 2011 - Zeitgeist (with Orkidea)
- 2012 - Pure

### DJ mixes
- Chilled Out Euphoria (2001)
- Lost Language Exhibition (2003) (record label compilation; mixata con Ben Lost)
- Destinations, Volume 1 (2006)
- Solaris International Electronic Architecture (2009)

### Remix
- 1997 - Energy 52 – Café Del Mar
- 1997 - Chakra – Home
- 1998 - Dominion – 11 hours
- 1999 - Matt Darey – From Russia With Love
- 2000 - Moonman – Galaxia
- 2000 - Planet Perfecto – Bullet in the Gun 2000
- 2000 - Cygnus X – Orange Theme
- 2001 - Jan Johnston – Silent Words
- 2002 - Paul Oakenfold – Southern Sun
- 2004 - Filo and Peri pres. Whirlpool – Under the Sun
- 2004 - Sarah McLachlan – World on Fire
- 2008 - Radiohead – House of Cards
- 2009 - Ferry Corsten – Gabriellas Sky